# Ribeirão Vermelho
Ribeirão Vermelho là một đô thị thuộc bang Minas Gerais, Brasil. Đô thị này có diện tích 40,21 km², dân số năm 2007 là 3773 người, mật độ 90,2 người/km².